# King for a Day
King for a Day (Rey por un día) es un corto de animación estadounidense de 1940, de la serie Gabby. Fue producido por los estudios Fleischer y distribuido por Paramount Pictures.

## Argumento
Gabby, en funciones de cartero, acude al castillo de Lilliput, con una carta para el rey. Este, en esos momentos en la bañera, hace esperar a Gabby, quien aprovecha para ponerse el manto y la corona reales y simular que es el rey. Es sorprendido por el auténtico monarca tras salir de su baño y le entrega la misiva. En ella el remitente le pide al rey que permanezca todo el día en palacio pues ha recibido órdenes de ir a dispararle.
Espantado el rey, le pregunta a Gabby si quiere ser rey por un día, a lo que accede gustoso. El rey huye para esconderse bajo la cama mientras Gabby, fantaseando con su recién adquirida condición real, deberá hacer frente a la amenaza que sobre él pesa sin tener conocimiento de ello.

## Realización
King for a Day es la primera entrega de la serie Gabby y fue estrenada el 18 de octubre de 1940. En ella aparecen Gabby, quien será el personaje de todos los capítulos de la serie, King Little, rey de Lilliput, que volverá a salir en otro episodio (Swing Cleaning), y Snitch, el espía. Todos ellos aparecieron en la película de 1939 Gulliver's Travels, y al igual que en ella, les dieron voz los actores Pinto Colvig (Gabby) y Jack Mercer (King Little y Snitch).